# Artillerie de la Garde impériale (Premier Empire)
Pour les articles homonymes, voir Artillerie de la Garde impériale.
L'artillerie de la Garde impériale est constituée par les unités organiques d'artillerie de la Garde impériale de Napoléon Ier. Elle alignait un régiment d'artillerie à cheval, des régiments d'artillerie à pied et un service du train chargé notamment de l'approvisionnement des pièces en poudre et munitions.
De sa création jusqu'en 1813, l'artillerie de la Garde est commandée par le maréchal Mortier, duc de Trévise puis à  partir de novembre 1813, par le maréchal Suchet, duc d'Albuféra. 

## Garde consulaire

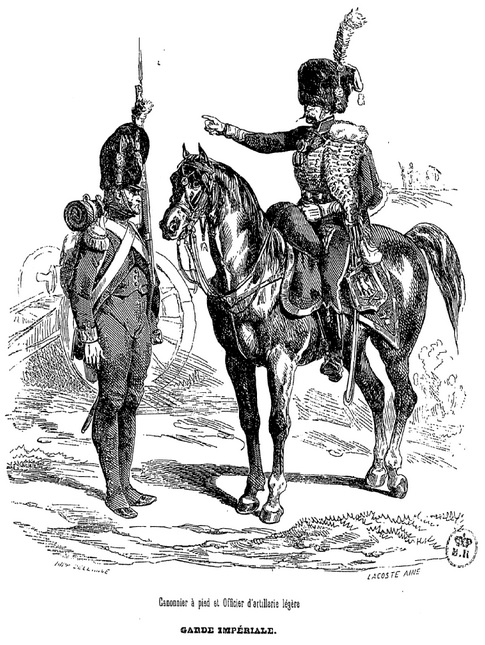
Canonnier à pied et officier d'artillerie à cheval, dessin de Lacoste.

La Garde consulaire est constituée par Bonaparte par un arrêté du 28 novembre 1799 par amalgame de différentes unités chargées de protéger les institutions et corps constitués républicains. C'est un corps « inter-armes » composé d'infanterie, de cavalerie et d'artillerie — en l'occurrence une compagnie d'artillerie à cheval d'une centaine d'hommes levée parmi les guides auxquels elle est rattachée.
En l'an XII, l'artillerie de la Garde consulaire, placée sous les ordres du général de brigade Nicolas Marie Songis des Courbons, compte un escadron placé sous les ordres du colonel Joseph Christophe Couin, un train sous les ordres du capitaine Edmé Devarenne et un parc,.

## Garde impériale
Par décret daté du 28 floréal an XII (18 mai 1804), l'ancienne compagnie d'artillerie à cheval de la Garde consulaire devient le régiment d'artillerie à cheval de la Garde impériale, conservant son caractère inter-armes mais avec des effectifs considérablement augmentés. Couin en reste le commandant de l'artillerie jusqu'à son remplacement en 1807 par Jean Ambroise Baston de Lariboisière. 

### Artillerie à cheval

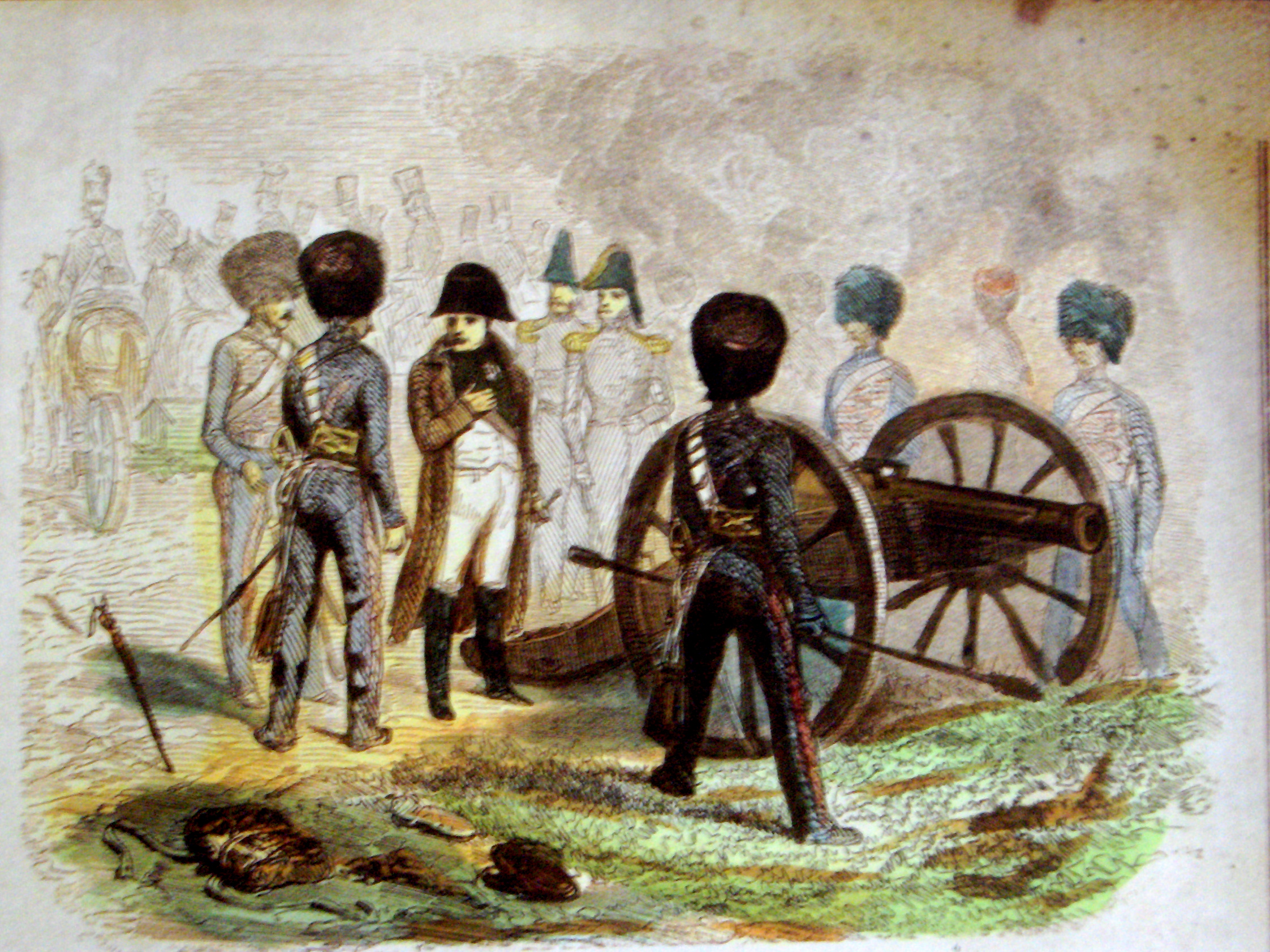
Napoléon donnant ses directives aux artilleurs à cheval de la Garde lors de la bataille de Montmirail.

Héritier de la compagnie d'artillerie à cheval de la Garde consulaire, le régiment d'artillerie à cheval de la Garde impériale est considéré comme l'élite de l'artillerie napoléonienne et est de toutes les campagnes et batailles des guerres de l'Empire ; ainsi, à la bataille de Wagram, l'artillerie à cheval de la Garde subit beaucoup plus de pertes que l’artillerie à pied. Décimée pendant la retraite de Russie, elle est rapidement reconstituée. Enfin, lors de la phase finale de la bataille de Waterloo, dernière grande bataille des guerres napoléoniennes, l'artillerie à cheval participe avec quatre batteries à l'attaque de la Garde impériale sur le plateau de Mont-Saint-Jean.
Artilleur de formation, Napoléon se place lui-même à la tête de ses pièces à plusieurs reprises. Lors de la campagne de France de 1814, il dirige personnellement le tir des batteries lors de la bataille de Montmirail puis celle de Montereau. Le 17 juin 1815, après la bataille des Quatre Bras, il mène lui-même les batteries à cheval à la poursuite des troupes britanniques se repliant sur Bruxelles.

### Artillerie à pied

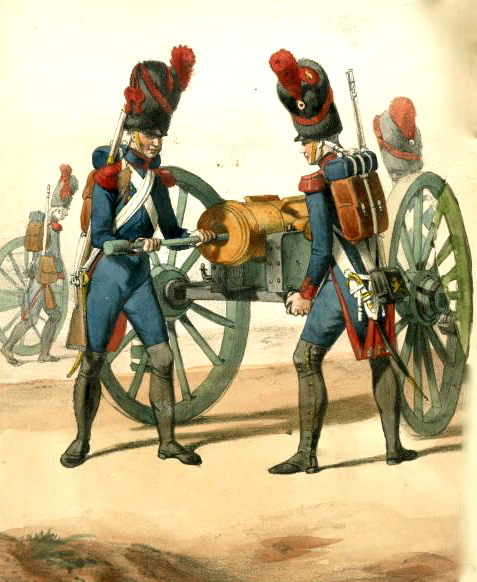
Artilleurs à pied servant une pièce de 12 livres.

Par décret impérial du 17 avril 1808, quatre compagnies d'artillerie à pied sont incorporés dans l'artillerie de la Garde. Elles sont portées à huit en 1810, à neuf en 1812 et le tout organisé en un régiment. Le 11 octobre 1811, le régiment est défini par Napoléon comme faisant partie de la Vieille Garde. 
L'année suivante, on créa un deuxième régiment que l'on attacha à la Jeune Garde. 
Le 13 mai 1814, après la première abdication de Napoléon Ier, l'artillerie à pied de la Garde impériale est licenciée mais le 1er avril 1815, après le retour de Napoléon Ier, le régiment d'artillerie à pied de la Garde impériale est reconstituée, mais en ne comptant plus que six compagnies.

Il participe à la campagne de Belgique et se trouve aux batailles de Ligny et de Waterloo et le 16 juillet 1815, après la seconde abdication de Napoléon Ier, le régiment est définitivement licencié. Il est remplacé par ordonnances royales des 1er et 14 septembre 1815 par le régiment d'artillerie à pied de la Garde royale durant la seconde Restauration.

Pour être admis dans ce corps d'élite, il fallait sortir de l'artillerie de ligne, avoir six ans de service et mesurer 5 pieds 5 pouces (1,76 m).

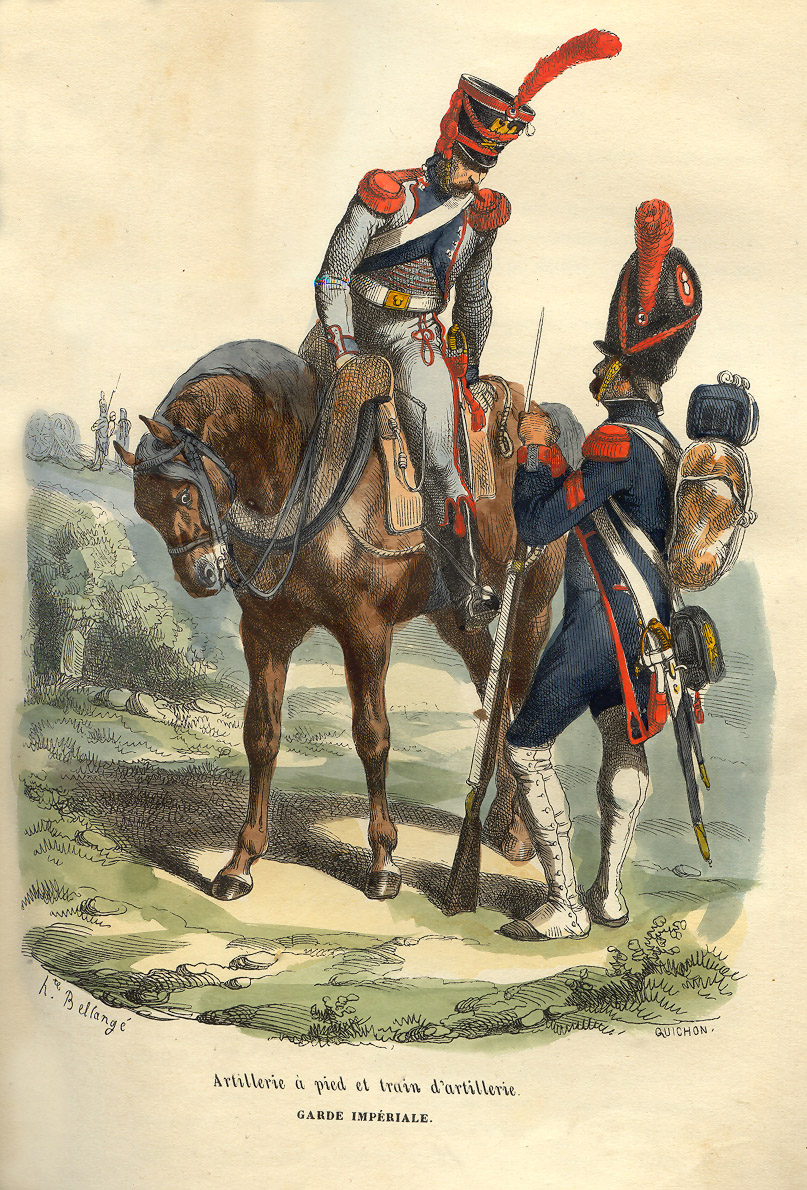
Artilleur à pied et train d'artillerie de la Garde d'après Hippolyte Bellangé.

### Train
Le train d'artillerie comprend six compagnies formant un bataillon en 1806. L'effectif passe à huit compagnies en 1812. Pendant les Cent-Jours, le train est réorganisé en un escadron de huit compagnies.

## Équipement
Depuis la fin des années 1770, l'artillerie française est organisée selon le système mis en place par Jean-Baptiste Vaquette de Gribeauval. En 1803, à la suite des travaux d'études réalisés par le « Comité de l'artillerie », qu'il a institué le 29 décembre 1801 et présidé par le général François Marie d'Aboville, Napoléon décide de simplifier le système Gribeauval en limitant le nombre de calibres utilisés.

### Artillerie à cheval
En 1815, l'artillerie à cheval aligne quatre compagnies équipées chacune de quatre canons de six livres et de deux obusiers.

## Commandement

### Colonel général
Le colonel général de l'artillerie et des marins est le maréchal Mortier, duc de Trévise puis à  partir de novembre 1813, le maréchal Suchet, duc d'Albuféra.

### Colonels commandants et majors commandants
L'artillerie de la Garde est placée sous les ordres d'un général de division qui porte le titre de colonel commandant ;  l'artillerie à cheval, l'artillerie à pied de la vieille garde (créée en 1808), de la jeune garde (créée en 1813) ainsi que le régiment du train de l'artillerie sont chacune placées sous les ordres d'un général de brigade (ou d'un colonel) qui porte le titre de major commandant.
Le 9 mars 1806, le colonel Couin est promu général de brigade commandant l'artillerie de la Garde. Le 3 janvier 1807, il passe colonel en second, de Lariboisière, fait général de division le même jour par l'Empereur, le remplaçant au commandement du corps. En 1811, le général de Sorbier succède à Lariboisière.
Le 15 décembre 1808, Antoine Drouot est désigné par l'Empereur pour prendre le commandement du régiment d'artillerie à pied qu'il réorganise l'année suivante.
En 1813, l'artillerie de la Garde est commandée par le général de division Dulauloy (qui remplace de Sorbier); l'artillerie à cheval commandée par le général de brigade Desvaux ; l'artillerie à pied de la vieille garde commandée par le colonel Griois ; l'artillerie à pied de la jeune garde commandée par le colonel Henrion  ; le régiment du train commandé par le colonel de Lignim.
Pendant la campagne de Belgique de 1815, l'artillerie de la Garde est sous les ordres du général Desvaux qui est tué pendant la bataille de Waterloo ; l'artillerie à cheval sous les ordres de Duchand de Sancey et l'artillerie à pied sert sous le commandement de Lallemand.

## Batailles et pertes en officiers
- 22 mai 1809 : Essling - le chef de bataillon Boulard et 1 officier blessés
- 6 juillet 1809 : Wagram  - 1 officier tué, 1 officier mortellement blessé et 6 autres blessés - le colonel Drouot et le chef de bataillon Boulard furent blessés
- 5 septembre 1812 : combat de Schewardino - 2 officiers blessés
- 7 septembre 1812 : Borodino - 1 officier tué, 1 officier mortellement blessé et 8 autres blessés
- 16 et 17 novembre 1812 : Krasnoïe - 3 officiers mortellement blessés et 1 autre blessé
- 28 novembre 1812 : Bérézina - 2 officiers blessés
- 9 - 10 - 11 décembre 1812 : Vilna - 3 officiers mortellement blessés
- 2 mai 1813 : Lützen - 2 officiers tués et 1 autre blessé
- 11 mai 1813 : passage de l'Elbe - le chef de bataillon D'Hautpoul est blessé
- 26 août 1813 : Dresde - 1 officier blessé
- 16 octobre 1813 : Leipzig - 2 officiers tués, 2 officiers mortellement blessés et 2 autres blessés
- 24 janvier 1814 : Bar-sur-Aube - 1 officier blessé
- 1er février 1814 : La Rothière - 1 officier blessé
- 11 février 1814 : Montmirail - 2 officiers
- 7 mars 1814 : Craonne - 2 officiers blessés
- 13 mars 1814 : prise de Reims - 1 officier blessé
- 30 mars 1814 : Paris - 1 officier mortellement blessé et 4 autres blessés
- 18 juin 1815 : Waterloo - 1 officier tué, 2 officiers mortellement blessés et 5 autres blessés - le chef de bataillon Raoul est blessé[14]